# Факт біографії
Факт біографії — радянський художній фільм 1975 року, знятий кіностудією «Білорусьфільм».

## Сюжет
Павло Іванович Шумов — громадський засідатель суду, інженер, хороший сім'янин. На черговому засіданні суду деякі обставини життя підсудного переконують героя в тому, що це його син. Шумов розшукує матір підсудного і, не визнавши в ній тієї жінки, яку колись любив, повертається додому…

## У ролях
- Леонід Неведомський — Павло Іванович Шумов
- Тетяна Лаврова — Людмила Вікторівна, дружина Шумова, хірург
- Ірина Малишева — Іра, дочка Шумова
- Ніна Зоткіна — Таня Зайчик
- Віталій Базін — Іван Коренєв, будівельник, залицяльник Тані
- Наталія Маркіна — Зоя Савельєва, наречена Віктора Зайчика
- Віктор Перевалов — Віктор Зайчик, підсудний
- Галина Рогачова — суддя
- Еммануїл Віторган — Саня, гість у Шумових
- Георгій Штиль — Євген Миколайович Соляков, потерпілий
- Тетяна Алексєєва — Тетяна Зайчик, мати Віктора Зайчика
- Альгімантас Масюліс — попутник в поїзді
- Здислав Стомма — Микола Дмитрович, народний засідатель
- Світлана Міхалькова — Зіночка, секретар суду
- Павло Кормунін — Єгор Трохимович, виконроб
- Володимир Грицевський — гість у Шумових
- Іван Сидоров — прокурор
- Ніна Розанцева — жінка на танцях
- Регіна Домбровська — співробітниця довідкового бюро
- Олександр Кашперов — дружок Віктора Зайчика
- Ростислав Шмирьов — гість у Шумових
- Петро Юрченков — приятель Віктора Зайчика
- Михайло Федоровський — гість у Шумових

## Знімальна група
- Режисер — Борис Шадурський
- Сценаристи — Лідія Арабей, Дмитро Васіліу
- Оператор — Ігор Ремішевський
- Композитор — Олег Янченко
- Художник — Євген Ганкін